# Fljótsdalshérað
Fljótsdalshérað (IJslands: Sveitarfélagið Fljótsdalshérað) is een gemeente in het oosten van IJsland in de regio Austurland. Het heeft een oppervlakte van 8.884 km² in de Fljótsdalur vallei, waarmee het naar oppervlakte de grootste gemeente van IJsland is. Van de 4.644 inwoners (in 2006) wonen er 2.148 in de hoofdplaats Egilsstaðir. Andere nederzettingen zijn Fellabær met 445 inwoners, Hallormsstaður met 53 inwoners en Eiðar met 35 inwoners.
De gemeente ontstond op 1 november 2004 door het samengaan van drie gemeentes:
- De gemeente Norður-Hérað, die op 27 januari 1997 is ontstaan door het samengaan van de gemeentes Hlíðarhreppur, Jökuldalshreppur en Tunguhreppur
- De gemeente Austur-Hérað, die op 7 juni 1998 is ontstaan door het samengaan van de stad Egilsstaðir met de vier gemeentes Hjaltastaðahreppur, Skriðdalshreppur, Vallahreppur en Eiðahreppur
- De gemeente Fellahreppur

Seyðisfjarðarkaupstaður · Fjarðabyggð · Vopnafjarðarhreppur · Fljótsdalshreppur · Borgarfjarðarhreppur · Breiðdalshreppur · Djúpavogshreppur · Fljótsdalshérað · Hornafjörður